# Andilly (Alta Savoia)
Andilly és un municipi francès situat al departament de l'Alta Savoia i a la regió d'Alvèrnia-Roine-Alps. L'any 2007 tenia 747 habitants.

## Demografia

### Població
El 2007 la població de fet d'Andilly era de 747 persones. Hi havia 295 famílies de les quals 74 eren unipersonals (49 homes vivint sols i 25 dones vivint soles), 82 parelles sense fills, 114 parelles amb fills i 25 famílies monoparentals amb fills.
La població ha evolucionat segons el següent gràfic:
Habitants censats

### Habitatges
El 2007 hi havia 343 habitatges, 298 eren l'habitatge principal de la família, 25 eren segones residències i 20 estaven desocupats. 270 eren cases i 72 eren apartaments. Dels 298 habitatges principals, 222 estaven ocupats pels seus propietaris, 67 estaven llogats i ocupats pels llogaters i 9 estaven cedits a títol gratuït; 4 tenien una cambra, 20 en tenien dues, 40 en tenien tres, 65 en tenien quatre i 169 en tenien cinc o més. 271 habitatges disposaven pel capbaix d'una plaça de pàrquing. A 103 habitatges hi havia un automòbil i a 185 n'hi havia dos o més.

### Piràmide de població
La piràmide de població per edats i sexe el 2009 era:
| Homes | Edats   | Dones |
| ----- | ------- | ----- |
| 0     | 95 o +  | 0     |
| 0     | 90 a 94 | 0     |
| 4     | 85 a 89 | 4     |
| 0     | 80 a 84 | 8     |
| 4     | 75 a 79 | 0     |
| 4     | 70 a 74 | 12    |
| 8     | 65 a 69 | 8     |
| 20    | 60 a 64 | 0     |
| 20    | 55 a 59 | 16    |
| 12    | 50 a 54 | 36    |
| 24    | 45 a 49 | 20    |
| 32    | 40 a 44 | 32    |
| 28    | 35 a 39 | 28    |
| 28    | 30 a 34 | 28    |
| 40    | 25 a 29 | 20    |
| 0     | 20 a 24 | 12    |
| 28    | 15 a 19 | 24    |
| 16    | 10 a 14 | 24    |
| 24    | 5 a 9   | 20    |
| 16    | 0 a 4   | 16    |

## Economia
El 2007 la població en edat de treballar era de 513 persones, 414 eren actives i 99 eren inactives. De les 414 persones actives 389 estaven ocupades (208 homes i 181 dones) i 24 estaven aturades (11 homes i 13 dones). De les 99 persones inactives 29 estaven jubilades, 39 estaven estudiant i 31 estaven classificades com a «altres inactius».

### Ingressos
El 2009 a Andilly hi havia 279 unitats fiscals que integraven 706 persones, la mediana anual d'ingressos fiscals per persona era de 29.091 €.

### Activitats econòmiques
Dels 19 establiments que hi havia el 2007, 1 era d'una empresa alimentària, 5 d'empreses de construcció, 1 d'una empresa de comerç i reparació d'automòbils, 1 d'una empresa d'hostatgeria i restauració, 1 d'una empresa financera, 1 d'una empresa immobiliària, 4 d'empreses de serveis, 2 d'entitats de l'administració pública i 3 d'empreses classificades com a «altres activitats de serveis».
Dels 8 establiments de servei als particulars que hi havia el 2009, 2 eren paletes, 1 guixaire pintor, 1 fusteria, 1 electricista, 2 perruqueries i 1 restaurant.
L'únic establiment comercial que hi havia el 2009 era una fleca.
L'any 2000 a Andilly hi havia 10 explotacions agrícoles.

## Equipaments sanitaris i escolars
El 2009 hi havia una escola elemental.

## Poblacions més properes
El següent diagrama mostra les poblacions més properes.